# Handel met voorkennis
Men spreekt van handel met voorkennis  of insider trading als iemand financiële instrumenten (bijvoorbeeld aandelen, obligaties of andere effecten) koopt of verkoopt terwijl diegene meer informatie over de onderliggende waarde heeft dan de markt of anderen die slechts over de algemeen beschikbare informatie beschikken, dus als hij over voorwetenschap of voorkennis beschikt. Handel met voorkennis wordt gezien als een vorm van marktmisbruik en is verboden.

## Ideaal van de effectenmarkt
De effectenmarkt is gebaat bij een zo helder mogelijke manier van koersvorming.
Ideaal gesproken komt een koers ook tot stand doordat alle beleggers even veel zicht hebben op de ontwikkelingen die van belang zijn voor een bepaald fonds. Op basis van
- verwachtingen voor de toekomst,
- de huidige (economische) situatie en
- prestaties binnen een bedrijfstak in het algemeen en van het bedrijf in het bijzonder

vormt iedereen zich een mening over een fonds, en handelt daarop.
In feite is een koers dus het resultaat van alles wat men weet over een fonds en de wereld waarin het noteert. Maar om dit te bereiken is het nodig dat iedereen zo veel mogelijk over dezelfde informatie beschikt of kan beschikken.
Wanneer sommige partijen kennis hebben die anderen niet bezitten, zal dit ertoe leiden dat zich negatieve risicoselectie voordoet. Door hun kennisvoorsprong zullen deze handelaren namelijk een voordeel behalen dat ten laste komt van de rest van de markt. Dit kan ertoe leiden dat deelnemers zich terug gaan trekken omdat ze zich benadeeld voelen. En als er steeds minder deelnemers zijn zal die kleinere groep handelaren het nadeel dragen van de handelaren die gebruikmaken van voorkennis, waardoor nog meer handelaren zich zullen terugtrekken. Het uiteindelijke resultaat van een dergelijk proces kan zijn dat er geen realistische koersvorming meer tot stand komt, uiteindelijk geen kopers meer zijn te vinden voor effecten, en de effectenmarkt niet meer kan functioneren.

## Definitiehandel met voorkennis
Maar wat nu als er partijen zijn die meer weten dan anderen, omdat ze toegang hebben tot niet-openbare bedrijfsgegevens? In dat geval kan het natuurlijk zijn dat iemand vlug aan het handelen slaat om zijn voordeel te doen met de voorsprong in kennis die hij heeft. Een dergelijke wijze van handelen is in Nederland en veel andere landen verboden. Als iemand dit toch doet, wordt er van handel met voorkennis gesproken.

### Europese Unie
In de Europese Unie is er sprake van handel met voorkennis (in het Europees recht spreekt men van handel met "voorwetenschap") wanneer een persoon die over voorkennis beschikt die informatie gebruikt om, voor eigen rekening of voor rekening van derden, rechtstreeks of middellijk financiële instrumenten te verwerven of te vervreemden waarop die informatie betrekking heeft.
Het gebruik van voorkennis door het annuleren of aanpassen van een order met betrekking tot een financieel instrument waarop de informatie betrekking heeft, terwijl de order werd geplaatst vóórdat de betrokkene over de voorkennis beschikte, is eveneens handel met voorkennis.
Wat betreft emissierechten wordt het voor eigen rekening of voor rekening van derden doen, wijzigen of intrekken van een bod eveneens beschouwd als handel met voorkennis.
Er zijn dus vier voorwaarden zodat er sprake is van handel met voorkennis in het Europees Unierecht:
1. het gaat om voorkennis;
2. van een primaire of secundaire insider;
3. die effectief kennis heeft van de informatie; en
4. die de voorkennis misbruikt.

#### Voorkennis
Informatie kan worden gekwalificeerd als voorkennis wanneer die:
1. niet openbaar is;
2. concreet is;
3. financiële instrumenten behelst; en
4. een aanzienlijke invloed kan hebben op de beurskoers.

#### Primaire of secundaire insiders
Primaire insiders zijn personen die de kennis hebben verworven omdat zij:
- lid zijn van de bestuurs-, leidinggevende of toezichthoudende organen van de uitgevende instelling of deelnemer aan de emissierechtenhandel;
- deelnemen in het kapitaal van de uitgevende instelling of deelnemen aan de emissierechtenhandel;
- toegang hebben tot de informatie uit hoofde van de uitoefening van werk, beroep of functie;
- deelnemen aan criminele activiteiten.

Secundaire insiders zijn alle andere personen in het bezit is van voorkennis die weten of zouden moeten weten dat het voorwetenschap betreft.

#### Misbruik
Voorkennis wordt misbruikt wanneer men handelt met voorkennis, iemand anders aanraadt om te handelen met voorwetenschap en de voorkennis wederrechtelijk meedeelt.

### Nederland
De Nederlandse Wet op het financieel toezicht (Wft) definieert het begrip voorwetenschap en beperkt het gebruik ervan.
Binnen het effectenrecht is volgens artikel 5:53 Wft sprake van voorwetenschap wanneer:
- er bekendheid met niet-openbare informatie is
- de informatie concreet is
- openbaarmaking significante invloed zou hebben op de koers van de effecten

Met betrekking tot de eis van concrete informatie gelden de volgende voorwaarden:
- de situatie bestaat
- de gebeurtenis heeft plaatsgevonden of zal plaatsvinden
- en is voldoende specifiek om invloed op de koers te hebben

## Wetgeving

### Europese Unie
In de Europese Unie wordt handel met voorkennis behandeld door de Verordening nr. 596/2014 betreffende marktmisbruik van 16 april 2014.

### Nederland
Op grond van het bepaalde in de Wet op het financieel toezicht, artikel 5:56, is het in Nederland aan personen die beschikken over voorkennis niet toegestaan te handelen. Daarbij is niet van belang of die voorkennis leidt tot winst of tot verlies. Daarnaast geldt er ook een tipverbod, wat inhoudt dat het eveneens verboden is om voorwetenschap te delen met anderen (zie artikel 5:57 Wft). Opgemerkt dient te worden dat het beschikken over voorwetenschap op zichzelf dus niet verboden is.
Voor 2007 was dit geregeld in de Wet toezicht effectenverkeer 1995, artikel 46.

#### Directie en commissarissen
Hoewel deze regeling geldt voor iedereen bestaan er natuurlijk groepen die makkelijker over voorkennis zouden kunnen beschikken dan andere groepen. Denk hierbij aan directieleden van een bedrijf dat op het punt staat een revolutionair product te gaan marketen, of waarvan bij diezelfde directie juist bekend is dat de omzet dramatisch terugloopt. Voor directie en commissarissen gelden dan ook aparte regels waar het beleggen aangaat.

#### Effectenspecialisten
Ook specialisten op effectengebied mogen niet zomaar overal in handelen. Ze worden officieel aangemerkt als "insiders" en mogen daarom niet snel in en uit fondsen stappen om een leuk voordeeltje te behalen.
Een effectenspecialist zou ook over een andere vorm van voorkennis kunnen beschikken dan een functionaris van een beursgenoteerd bedrijf: een handelaar die weet dat een cliënt een grote aankoop gaat doen, zou theoretisch vlak voor die aankoop zelf een order kunnen laten uitvoeren om zo van een te voorziene koersstijging te profiteren. Om dit mechanisme, dat men meestal "front running" noemt tegen te gaan mag de specialist dus niet ongehinderd en zonder controles handelen.

## Dutch Securities Institute
Effectenspecialisten die verenigd zijn in de stichting DSI verplichten zich er toe niets te doen wat de effectenmarkten maar enigszins in een slecht daglicht zou kunnen stellen. Dit betekent dat ze niet alleen niet handelen met voorkennis, maar ook geen acties te doen die daarop zouden kunnen lijken.

## Uit handen geven van effectenbeheer
Het blijft overigens wel mogelijk voor de meeste personen die over bepaalde kennis beschikken om het volledige effectenbeheer uit handen te geven aan een vermogensbeheerder, mits maar duidelijk is dat deze volledig zelfstandig en zonder "hulp" van de cliënt zijn beleggingskeuzes maakt.

## Bewijzen vanhandel met voorkennis
Blijft het feit dat bewijzen van voorkennis over het algemeen bijzonder moeilijk is. Volgens de Belgische minister van Justitie Annemie Turtelboom was dat in 2013 zelfs het geval voor 97 procent van dergelijke zaken.
Diverse door de Staat aangespannen zaken, die meestal begeleid werden door allerlei stevige uitspraken over hoe men een en ander zou aanpakken, liepen uiteindelijk af met volledige vrijspraak of door financiële schikking tussen aangeklaagden en de fiscus. Zo raakte in november 2013 bekend dat de Belgische holding Bois Sauvage en zijn toplui, waaronder ex-VBO-voorzitter Luc Vansteenkiste, 9 miljoen euro betaalden om een rechtszaak te vermijden rond handel met voorkennis in Fortis-aandelen.

## Controle
In Nederland controleert de Commissie Kapitaalmarkt van de Autoriteit Financiële Markten of er gehandeld wordt met voorkennis. Voorheen werd dit door Euronext zelf gedaan.
In België is dit de taak van de Autoriteit voor Financiële Diensten en Markten (de FSMA).

## Preventie
Bedrijven hebben vaak interne voorschriften om te voorkomen dat het bedrijf door een voorkenniszaak in opspraak komt. Daarin worden maatregelen gesteld, zoals:
- Een 'stille periode' (quiet period) die loopt vanaf enkele weken voor de publicatie van de kwartaalcijfers tot enkele dagen daarna, waarin personeelsleden geen aandelen van hun bedrijf mogen kopen of verkopen.
- Een meldingsplicht voor elke aankoop of verkoop van aandelen in het bedrijf zelf of in gelieerde bedrijven voor bepaalde personen, zoals leden van de directie, raad van commissarissen, hoofd boekhouding en dergelijke. Gemelde transacties kunnen bovendien gepubliceerd worden om openheid van zaken te geven.
- Een strikte geheimhoudingsplicht voor koersgevoelige informatie die het bedrijf nog niet officieel heeft openbaar gemaakt.
- De genoemde maatregelen kunnen bovendien van toepassing worden verklaard op gezinsleden van de betrokkenen. Iemand mag ook niet een ànder vragen om aandelen kopen of te verkopen als hij voorkennis heeft.

## Mozaïektheorie
Het is mogelijk dat een handelaar of financieel analist op basis van eigen onderzoek en publiek beschikbare informatie een accurate voorspelling doet over een bedrijf en hiernaar handelt. Dit is geen handel met voorkennis omdat deze persoon geen materiële non-publieke informatie heeft gebruikt maar door zelf informatie te vergaren een correcte voorspelling heeft gedaan (althans zolang deze informatie niet afkomstig is van een (niet-publieke) bron binnen het bedrijf). Dit staat bekend als de mozaïektheorie, want zoals bij mozaïek worden kleine stukjes samengepast tot een groter geheel.